# Leicester City Football Club
El Leicester Football Club, más conocido como Leicester City o por su apodo The Foxes, es un club profesional de fútbol con sede en Leicester, Inglaterra, fundado en 1884.  Fundado originalmente con el nombre de Leicester Fosse, adoptó el nombre Leicester City en 1919.
En la temporada 2015-16 se proclamó campeón de la Premier League por primera vez en sus 132 años de existencia, conducido por el director técnico italiano Claudio Ranieri. La conquista del título atrajo la atención mundial, y el club se convirtió en uno de los siete clubes que han ganado la Premier League desde su creación en 1992. Antes de esto, el mejor resultado del equipo en la liga fue el segundo puesto en la máxima categoría en 1928-29. Además ganó una FA Cup, tres Copas de la Liga y dos Community Shield.
El Leicester City es actualmente uno de los cinco clubes, entre ellos el Manchester United, el Manchester City, el Chelsea y el Liverpool, que han ganado la Premier League, la FA Cup y la Copa de la Liga desde el año 2000. Desde principios del milenio, es el sexto club más exitoso del fútbol inglés y uno de los 14 clubes que han ganado las cuatro principales competiciones nacionales. El club también ostenta el récord de más títulos de segunda división con ocho.
Luego de 9 años en la Premier League, descendió a segunda división en la temporada 2022-23, quedando en el puesto 18 de 20. En la temporada 2025-26 volverá a jugar en la championship tras descender en la temporada 2024-25.

## Historia

### Fundación y primeros desafíos (1884-1919)

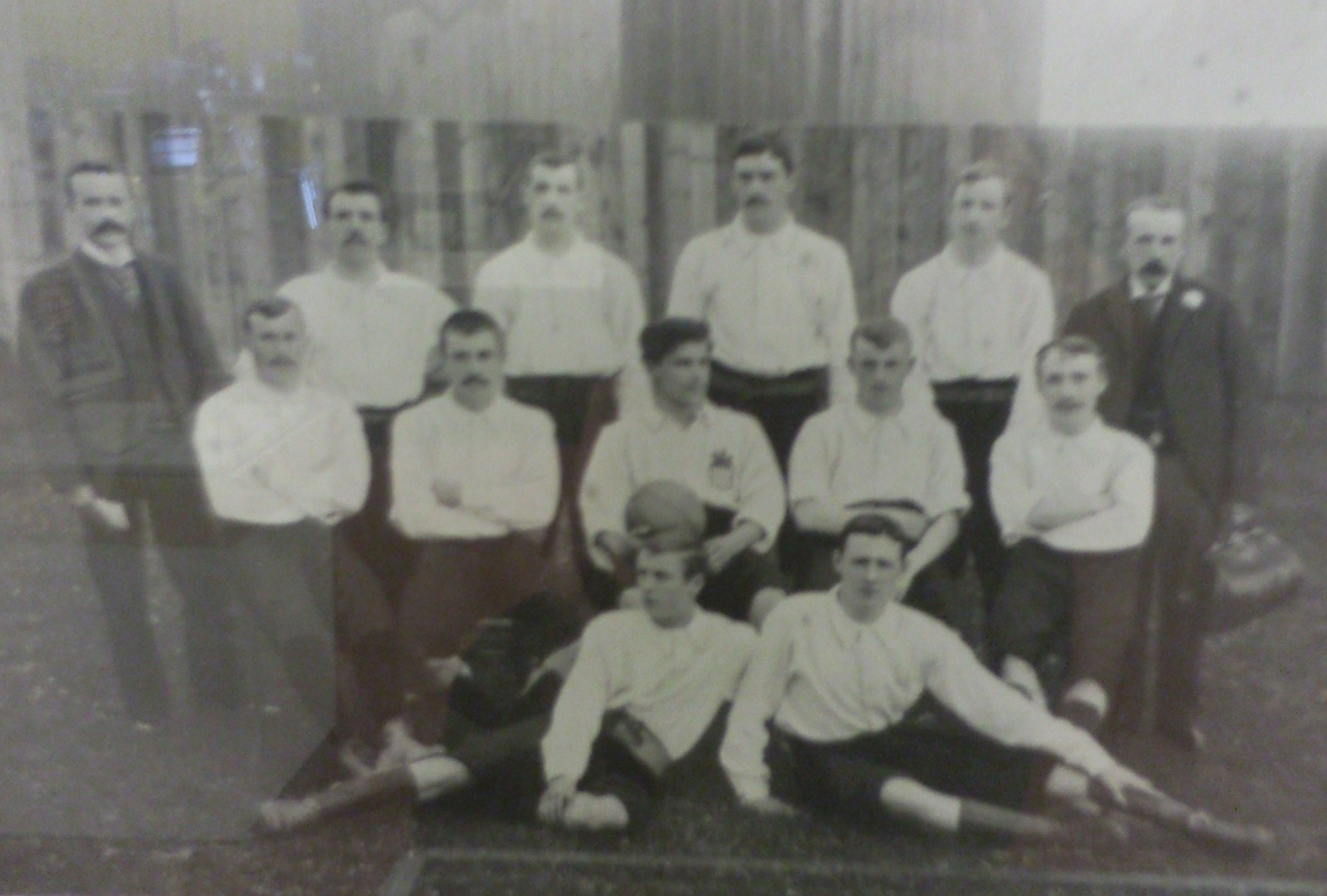
El equipo de Leicester Fosse en 1892.

Fundado en 1884 por un grupo de exalumnos de la Escuela Wyggeston como "Leicester Fosse", llamado así porque el equipo jugaba en un campo junto a Fosse Road, el club se unió a la Asociación de Fútbol en 1890. Antes de mudarse a Filbert Street en 1891, el club jugó en cinco estadios diferentes, incluyendo Victoria Park al sudeste del centro de la ciudad y los Belgrave Road Cricket & Bicycle Grounds. El club también se unió a la Liga de Midland en 1891, y fue elegido miembro de la división dos de la liga de fútbol en 1894 después de terminar segundo. En su debut de la First Football League Soccer de Leicester sufrió una derrota por 4-3 en el Grimsby Town, con una primera Liga de ganar a la semana siguiente, contra Rotherham United en Filbert Street. La misma temporada también vio la más grande victoria del club hasta la fecha, una victoria de 13-0 sobre Notts Olímpico en un partido de clasificación de la Copa FA. En 1907-08, el club terminó como subcampeón de la segunda división, ganando el ascenso a la primera división, el más alto nivel del fútbol Inglés. Sin embargo, el club fue relegado después de una sola temporada, que incluyó la derrota récord del club, una pérdida de 12-0 contra Nottingham Forest.
En 1919, cuando la liga de fútbol se reanudó después de la Primera Guerra Mundial, Leicester cesó su actividad debido a las dificultades financieras de las que poco se sabe. El club fue reformado como "Leicester City Football Club".

### Éxitos y desafíos pre y post cambio de nombre (1920-1954)
Tras el cambio de nombre, el club disfrutó de un éxito moderado en la década de 1920; bajo la dirección de Peter Hodge, para ser reemplazado dos meses después por Willie Orr.
En 1925, el club fue campeón de la Segunda División bajo la dirección de Peter Hodge.
Su mejor resultado en liga fue en 1928-29 como subcampeón, superado por un solo punto por el Sheffield Wednesday. Sin embargo, la década de 1930, vio un descenso en la suerte, con el club relegado en 1934-35 y después de la promoción en 1936-37, otro descenso en 1938-39.

Gráfico de posiciones en la Liga.

El Leicester llegó a la final de la FA Cup por primera vez en su historia en 1949, que perdió 3-1 ante el Wolverhampton Wanderers. Sin embargo, el club celebró una semana más tarde, cuando un empate en el último día de la temporada aseguraba la supervivencia en la División Two. El Leicester ganó el campeonato de Segunda División en 1954, con la ayuda de Arthur Rowley, uno de los delanteros más prolíficos del club.

### Retorno y fluctuaciones en la máxima categoría (1955-1989)
A pesar de que fueron relegados de la primera división la temporada siguiente, en virtud de Dave Halliday regresaron en 1957, con Rowley anotando un récord de 44 goles en una temporada. El Leicester permaneció en primera división hasta 1969, que constituye el periodo más largo en la máxima categoría.
Bajo la dirección de Matt Gillies y su asistente Bert Johnson, el Leicester llegó a la final de la Copa FA en otras dos ocasiones, pero perdió tanto en 1961 y 1963 (ambas contra el Tottenham Hotspur). Fueron los representantes de Inglaterra en la Recopa de Europa 1961-62. En la temporada 1962-63, el club llegó a la primera división durante el invierno (gracias a un sensacional desempeño en campos helados y congelados, el club se ganó el apodo de "Reyes de hielo"); quedó en cuarto lugar, el mejor resultado de la posguerra del club. Gillies guio al Leicester a su primera Copa de Liga, cuando venció al Stoke por 4-3 en el global. El Leicester también llegó a la final de la Copa de la Liga el año siguiente, pero perdió 3-2 en el global ante el Chelsea FC. Después de un mal comienzo de temporada, Matt Gillies renunció en noviembre de 1968. Su sucesor, Frank O'Farrell fue incapaz de evitar el descenso, pero el club llegó a la final de la FA Cup en 1969, perdiendo ante el Manchester City por 1-0.
En 1971, el Leicester ascendió de nuevo a primera división, y ganó la Charity Shield. Jimmy Bloomfield fue designado para la nueva temporada, y su equipo se mantuvo en la primera división. El Leicester llegó a la semifinal de la FA Cup en 1973-74.
Frank MacLintock llega en 1977. El club fue relegado al final de la temporada 1977-78 y MacLintock renunció. Jock Wallace reanudó la tradición de los grandes entrenadores escoceses (después de Peter Hodge y Matt Gillies) dirigiendo al Leicester en 1980. Por desgracia, Wallace fue incapaz de mantener al Leicester en la División One, pero llegó a la semifinal de la FA Cup en 1982. Bajo la tutela de Wallace, surgió uno de los jugadores de la cantera más famosos: Gary Lineker.

### Transición y Resurgimiento del Leicester City: De las Finales de Playoffs a la Gran Salvación (1990-actualidad)
Brian Little se hizo cargo en 1991 y para el final de la temporada 1991-92 el Leicester había llegado a la final de los playoffs por un lugar en la nueva FA Premier League, pero perdió ante el Blackburn Rovers. El club también llegó a la final de los playoffs el año siguiente, perdiendo 4-3 contra el Swindon Town, después de haber ganado 3-0 en la vuelta. En 1993-94, el Leicester fue promovido desde los playoffs, superando al Derby County por 2-1 en la final. Volvió a descender en la 1994-95.
Martin O'Neill llegaría para 1995. El Leicester se clasificó para los playoffs 1995-96 y venció al Crystal Palace 2-1 con un gol en el último suspiro de Steve Claridge para asegurar un retorno inmediato a la Premier League. A raíz de la promoción, el Leicester se estableció en la Premier League. O'Neill terminó 33 años de espera del Leicester para ganar un trofeo importante, ganó la Copa de la Liga en dos ocasiones, en 1997 y 2000, y fue subcampeón en 1999.
O'Neill fue reemplazado por el extécnico de Inglaterra Sub-21 Peter Taylor. Durante este tiempo, la más reciente aparición en Europa del Leicester terminó en una derrota por 3-1 ante el Estrella Roja de Belgrado el 28 de septiembre de 2000 en la Copa de la UEFA de 2001. El Leicester comenzó bien bajo la gestión de Taylor, fue líder de la Premier League durante dos semanas en el otoño, permaneciendo en la pelea por un lugar europeo la mayor parte de la campaña, antes de que un colapso a final de temporada, los arrastrara hasta un 13.eɾ lugar.
Taylor fue despedido después de un terrible comienzo de temporada 2001-02, y su sucesor, Dave Bassett duró apenas seis meses antes de ser reemplazado por su asistente Micky Adams. Los foxes ganaron solo cinco partidos de liga en toda la temporada.
El Leicester se trasladó a su nuevo estadio en el inicio de la temporada 2002-03, poniendo fin a 111 años en Filbert Street. En octubre de 2002, el club tenía unas deudas de 30 millones de libras. Algunas de las razones eran la pérdida de dinero de TV, la masa salarial grande, más bajas que las tasas previstas para los jugadores transferidos a otros clubes y 37 millones de libras en el costo del nuevo estadio. El Leicester logró un subcampeonato en la División 1 y la promoción automática de regreso a la Premier League con más de 90 puntos. Sin embargo, solo duró una temporada en la máxima categoría al quedar antepenúltimo con 33 puntos.
En octubre de 2006, el expresidente del Portsmouth Milan Mandarić fue citado diciendo que estaba interesado en comprar el club, según los informes, a un precio de alrededor de 6 millones de libras. La adquisición fue anunciada oficialmente el 13 de febrero de 2007. El 11 de abril de 2007, Rob Kelly fue despedido como entrenador y Nigel Worthington fue designado como gerente interino hasta el final de la temporada. Worthington salvó al equipo del descenso, pero no se le ofreció el puesto de forma permanente. El 25 de mayo de 2007, el club anunció al exentrenador del MK Dons, Martin Allen, como su nuevo jefe con un contrato de 3 años. La relación de Allen con Mandarić se puso tensa y después de solo cuatro partidos, Allen dejó, por mutuo acuerdo, el club, el 29 de agosto de 2007. El 13 de septiembre de 2007, Mandarić anunció a Gary Megson como el nuevo gerente del club, citando la "gran experiencia" de Megson como un factor decisivo en la cita. Sin embargo, Megson renunció el 24 de octubre de 2007 después de solo seis semanas en el cargo, después de un planteamiento hecho por sus servicios por el Bolton Wanderers.

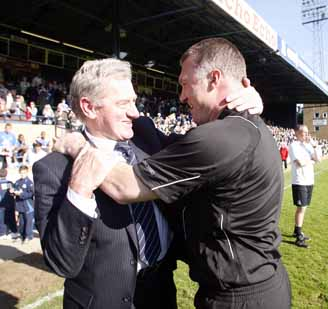
Pearson y Mandarić tras ganar el título de la English Football League One.

El 22 de noviembre, Ian Holloway fue nombrado entrenador. Holloway hizo historia al convertirse en el primer entrenador del Leicester en más de 50 años que ganó su primer partido de liga en el cargo, superando al Bristol City 2-0. A pesar de esto, el Leicester descendió al final de la temporada 2007/08 tras empatar 0-0 con el Stoke City, que marca la temporada 2008-09 como la primera temporada del Leicester fuera de los dos primeros niveles del fútbol Inglés. Su caída en desgracia también vería a Holloway irse de mutuo acuerdo después de menos de una temporada en el club, siendo reemplazado por Nigel Pearson. El club volvió al campeonato en el primer intento, acabando campeones de la League One después de una victoria por 2-0 ante el Southend United con 2 partidos menos. La temporada 2009-2010 vio el renacimiento del Leicester con Pearson, ya que el club terminó quinto y llegó a los play-offs del campeonato en su primera temporada de vuelta en el segundo nivel. Aunque remontaron el 2-0 de la ida frente al Cardiff City, finalmente perdieron en la tanda de penaltis en la semifinal de la eliminatoria. El martes 29 de junio de 2010, se confirmó que Nigel Pearson había dejado el Leicester para convertirse en el entrenador del Hull City porque sentía que el club era reacio a mantenerlo, y que Paulo Sousa había sido invitado del club en los dos partidos de play-off, haciendo alusión a un posible reemplazo. El miércoles 7 de julio de 2010, Sousa fue confirmado como el reemplazo de Pearson.
En agosto de 2010, a raíz de un acuerdo de patrocinio de tres años con los minoristas libres de impuestos del Grupo King Power, Mandarić vendió el club a un consorcio liderado por la tailandesa llamada Asiática de Fútbol Inversiones (AFI) liderada por Vichai Raksriaksorn de King Power International Group. Mandarić, inversor en AFI, se mantuvo como presidente del club. El 1 de octubre de 2010, después de un mal comienzo que vio al Leicester último con solo una victoria de los primeros 9 partidos de Liga, Paulo Sousa fue despedido. Dos días después, Sven-Göran Eriksson fue nombrado su sustituto, firmando un contrato de dos años. El 10 de febrero de 2011, Vichai Raksriaksorn, parte del consorcio Asia Fútbol Inversiones con sede en Tailandia, fue nombrado nuevo presidente del club después de que Mandarić se fuera en noviembre para hacerse cargo del Sheffield Wednesday.
El Leicester se considera como uno de los favoritos para la promoción en la temporada 2011-12, pero el 24 de octubre de 2011, tras un inicio inconsistente con los Zorros ganando solo 5 de sus primeros 13 partidos, Sven-Göran Eriksson dejó el club por consentimiento mutuo. Tres semanas más tarde, el 15 de noviembre de 2011, Nigel Pearson regresa al club como sucesor de Eriksson. Pearson pasaría a llevar a los Zorros a un sexto lugar en la temporada 2012-2013, asegurando al Leicester City en el play-off. Sin embargo perdieron en semifinales por un global de 3-2 ante el Watford después de que Anthony Knockaert fallara un penalti y Troy Deeney marcara justo al final tras una contra espectacular.
En abril de 2014, una victoria por 2-1 sobre el Sheffield Wednesday, sumado a las derrotas del Queens Park Rangers y del Derby County, permitió al Leicester hacerse con el ascenso a la Premier League después de una ausencia de 10 años. El 22 de abril de 2014, una victoria por 1-0 sobre el Bolton Wanderers en el Reebok Stadium hizo que el Leicester se convirtiera en el campeón de la Football League Championship 2013/14, obteniendo la increíble cifra récord de 102 puntos (la séptima vez que habían sido campeones de la segunda división inglesa).
Para la Premier League 2014/15, el Leicester se reforzó con jugadores como Leonardo Ulloa, Andrej Kramaric y el centrocampista argentino, a la postre elegido mejor jugador de la temporada en los LCFC Awards, Esteban Cambiasso. El Leicester empezó con un animado empate 2-2 contra el Everton Football Club en el King Power Stadium. En la cuarta jornada obtuvo su primera victoria de la temporada al derrotar al Stoke City en el Britannia Stadium por 0-1, gol marcado por el exjugador de la U. D. Almería Leonardo Ulloa. En la quinta jornada, el Leicester sorprendió al poderoso Manchester United al revertir un 1-3 para convertirlo en un 5-3 en uno de los mejores partidos de la temporada, una tarde mágica en el King Power Stadium con doblete de Ulloa y los tantos de Nugent, Vardy y Cambiasso.
El Leicester entró en una terrible racha de 11 partidos sin ganar, con un solitario empate sin goles frente al Sunderland en la jornada 12. Tras esto, en la última jornada de la primera vuelta, el Leicester entró en una pequeña, pero buena racha derrotando al Hull City en el KC Stadium, empatando 2-2 contra el Liverpool en Anfield y derrotando al Aston Villa en el King Power Stadium, nuevamente el club logró una mala racha de 8 partidos sin ganar, empatando solo con el Everton Football Club y el Hull City y ocupando la última ubicación de la tabla durante 180 días.
El Leicester continuaba último y el descenso se veía casi inevitable. En la jornada 31 y 32 el Leicester derrotó al West Ham United y West Bromwich, despertando ilusión en sus aficionados. El Leicester continuó la buena racha de victorias derrotando al Swansea City, al Burnley, pero el Chelsea acabó con la racha de 4 victorias seguidas del Leicester en el King Power Stadium venciéndolo 3-1, victoria que lo consagraría campeón de la Premier League. El Leicester sorprendentemente se había alejado de la zona de descenso y con los ánimos a tope, goleó 3-0 al Newcastle. En la jornada 36 vencen al Southampton, consiguiendo una sumamente extraordinaria cifra de 6 victorias en 7 partidos.
En la penúltima jornada el Hull City, selló su descenso uniéndose a los ya lapidados Burnley y QPR, de esa manera el Leicester aseguraba su permanencia en la Premier League, logrando respeto ante el público en general, que llamó a la salvación de los Zorros "The Great Escape", una de las mejores salvaciones del descenso en toda la historia de la Premier, lograda por un gran equipo del Leicester City. La guinda del pastel fue la contundente goleada por 5-1 sobre el Queens Park Rangers en el King Power Stadium, en la jornada 38.

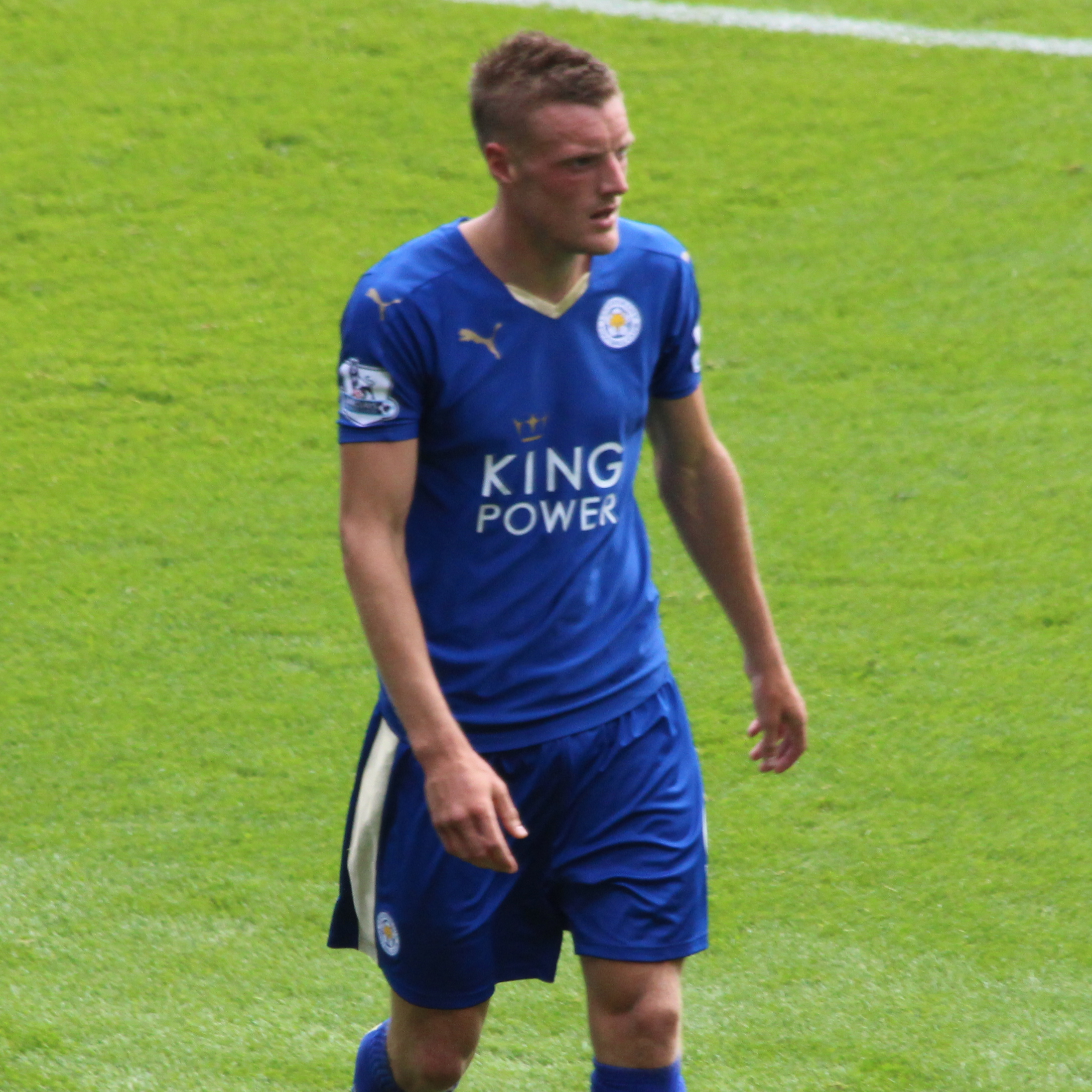
Jamie Vardy anotó 24 goles en la temporada 2015-16.

Para la temporada 2015-16 despiden sorpresivamente a Nigel Pearson y contratan como nuevo entrenador a Claudio Ranieri. Se refuerzan con el defensa austriaco Christian Fuchs, procedente del Schalke 04 después de una grandísima temporada; el delantero japonés Shinji Okazaki, del Maguncia 05; el centrocampista francés N'Golo Kanté del Caen que acabaría siendo clave para ganar el inesperado título; el defensa francotunecino Yohan Benalouane, del Atalanta y como fichaje estrella aunque al final no consiguiera encajar completamente en el equipo, el capitán de la selección de Suiza, Gökhan İnler procedente del Nápoles, además consiguen la cesión de Nathan Dyer, del Swansea City; pero pierden al joven centrocampista Nick Powell que prometía mucho, que regresó al Manchester United tras concluir su cesión, y a Esteban Cambiasso, que fichó por el Olympiakos, otra pérdida que parecía importante.
La Premier League 2015/16 empieza muy bien para el Leicester, debutando con el pie derecho goleando 4-2 al Sunderland en casa, con goles de Jamie Vardy, Marc Albrighton y Riyad Mahrez, en dos ocasiones. En la segunda jornada derrotaron al West Ham United Football Club con goles de Riyad Mahrez y el estreno goleador de Shinji Okazaki. En la jornada 3 consiguen un buen empate en el King Power Stadium 1-1 frente al Tottenham, en un partidazo en el que los goles llegaron a partir del minuto 81, empató a los 16 segundos del saque el Leicester gracias a su estrella Riyad Mahrez, obteniendo 4 goles en 3 partidos. Este partido también contó con el debut de Gökhan Inler que entró en el minuto 80 en reemplazo de Danny Drinkwater. En la cuarta jornada logran empatarle en el último minuto al AFC Bournemouth gracias a un penalti ejecutado por el internacional inglés Jamie Vardy que ejecutó a la perfección el lanzamiento.
En la jornada 5 logra remontar un 0-2 en contra frente al Aston Villa para voltearlo a un 3-2, desatando la alegría de las 35.000 almas del King Power Stadium. En la siguiente jornada también remonta un 2-0 al Stoke City para lograr un empate. Finalmente, el 26 de septiembre perdería su imbatibilidad perdiendo 2-5 frente al Arsenal Football Club, Jamie Vardy salvó el honor con un doblete. Así los foxes fueron el último equipo en la Premier League en perder, en la 7.ª jornada, pero rápidamente se levantan y vencen a domicilio al Norwich City por 1-2. En la 9.ª jornada logran un empate en casa del Southampton FC después de ir cayendo 2-0 gracias a un doblete de Jamie Vardy, y en la siguiente jornada vencen por la mínima en casa al Crystal Palace. El Leicester siguió imparable y venció al West Bromwich Albion, al Watford FC y al Newcastle United en jornadas consecutivas. El 28 de noviembre, en el empate en casa frente al Manchester United, Jamie Vardy logra marcar rompiendo el récord de Ruud van Nistelrooy, quien había marcado en 10 jornadas consecutivas de la Premier, Vardy lo logró 11 veces. Luego logró tres victorias consecutivas nuevamente, frente al Swansea City FC, al Chelsea y al Everton.
Dieron la sorpresa de la temporada en la Premier, pues tras la jornada 17 se mantenían como sorprendente líder, por delante del Arsenal y del Manchester City. Una curiosidad es que un año atrás ocupaban la última plaza de la clasificación.
Pero el Liverpool FC rompió el invicto derrotándolos en Anfield por 1-0.
En el mercado invernal se refuerzan con la joven perla inglesa Demarai Gray, de 19 años, procedente del Birmingham City; y el también joven centrocampista ghanés Daniel Amartey.
Comenzando la segunda vuelta el Leicester logró un empate sin goles en el King Power Stadium frente al AFC Bournemouth, en la jornada 20 todo era favorable para que los zorros consiguieran un nuevo triunfo en casa frente al Bournemouth pero no pudieron romper el empate pese a que tuvieron un penalti y expulsaron a un rival. Muchos daban por hecho que el Leicester iba a empezar a "desinflarse", sin embargo en la siguiente jornada confirma su vitola de candidato y consigue un triunfo frente al Tottenham Hotspur FC en White Hart Lane con un gol de cabeza de su defensa Robert Huth en los minutos finales. En la jornada 22 consigue un empate fuera de casa frente al Aston Villa con un gol de Okazaki determinado por el "goal line technology", la semana siguiente golearon al Stoke City en el King Power Stadium por 3-0 con goles de Danny Drinkwater, Jamie Vardy y Leonardo Ulloa. En la jornada 24 consiguen una victoria en el King Power Stadium frente al Liverpool Football Club por 2-0 con un doblete de Jamie Vardy para seguir manteniendo el liderato de la Premier League 2015-16. La siguiente jornada la disputarían contra sus inmediatos perseguidores, el Manchester City, donde lograron ganar 1-3 con goles de un formidable Robert Huth, que metió dos goles, y de Riyad Mahrez, en un gran partido de los foxes que alejarían a los Citizen a 6 puntos y mantienendo las esperanzas de conseguir el campeonato. Lamentablemente para los intereses del Leicester, en la jornada 26 se dejan remontar contra el Arsenal en el minuto 90+5, Jamie Vardy había adelantado a los suyos vía penalti. En la siguiente jornada se recuperan venciendo en casa al Norwich City con un tardío gol de Leonardo Ulloa en el descuento. A este gran logro siguieron un empate 2-2 frente al West Bromwich Albion, un triunfo fuera de casa frente al Watford FC y una victoria 1-0 frente al Newcastle gracias a un espectacular gol de chilena de Shinji Okazaki, la cual lo mantiene con 5 puntos de ventaja sobre su más inmediato perseguidor, el Tottenham Hotspur, a falta de 8 jornadas.
En la jornada 31, el Leicester sale vencedor en su visita al Crystal Palace Football Club con un solitario gol de Riyad Mahrez. En la jornada 32, el Leicester vence al Southampton FC en casa con un gol de Wes Morgan, dejándolo a 7 puntos del segundo clasificado, el Tottenham Hotspur. En la siguiente jornada el Leicester vence al Sunderland AFC con un doblete de Jamie Vardy que sirve para seguir liderando la tabla y clasificarse a la Champions League por primera vez en su historia. Mientras sigue encaminado hacia su primer gran título, el 13 de abril se confirma el fichaje a coste cero del central madrileño Luis Hernández procedente del Sporting de Gijón, que acababa su contrato el 1 de junio. En la jornada 34, el Leicester logra un agónico empate frente al West Ham United en casa gracias a un gol de Leonardo Ulloa en el descuento, tras la expulsión de Jamie Vardy. Una semana después, sin su máximo goleador, aplastó en el King Power Stadium al Swansea City por 4-0 con goles de Riyad Mahrez, Marc Albrighton y un doblete de Leonardo Ulloa para lograr ponerse a tiro del tan soñado título.

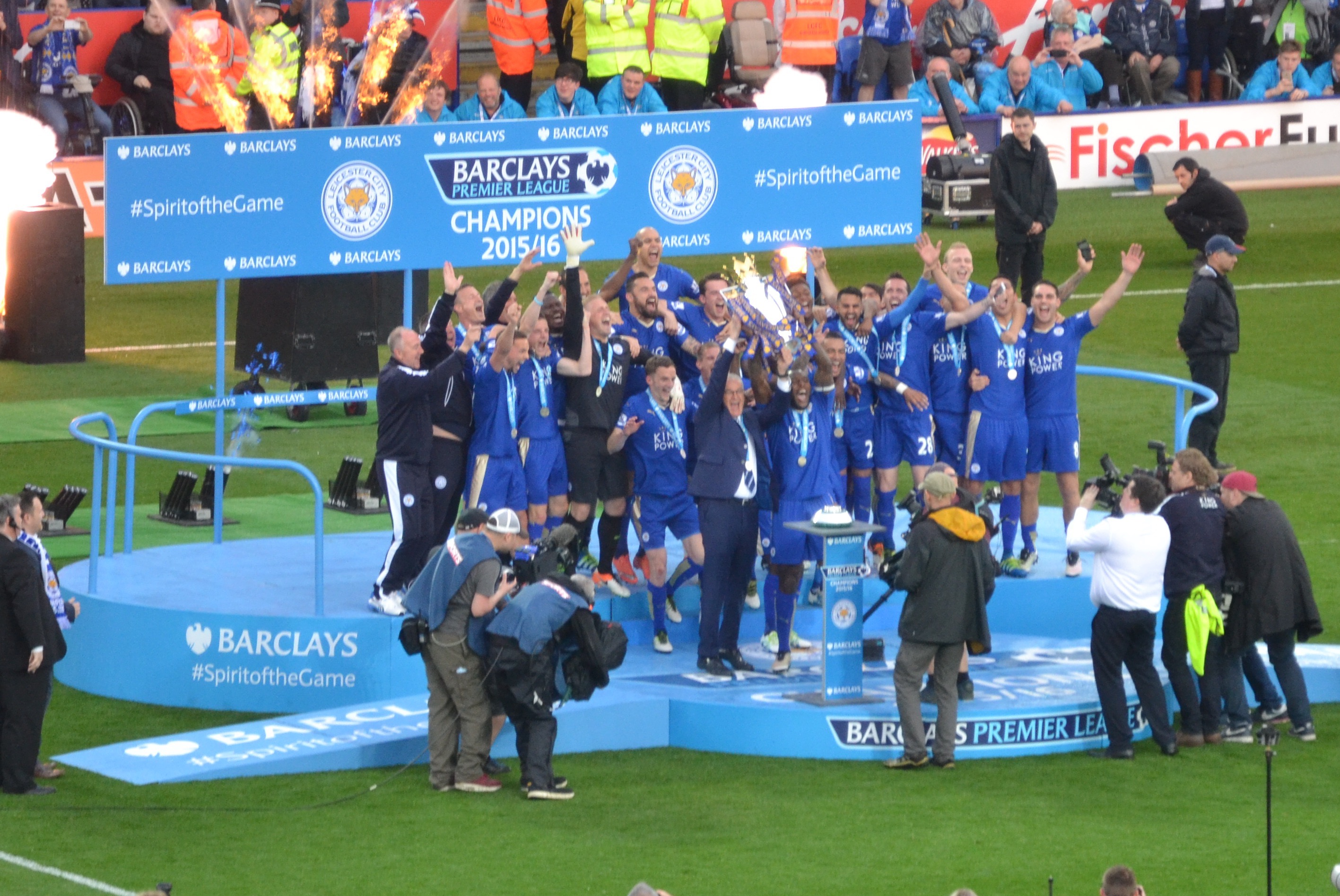
El Leicester City ganó la Premier League por primera vez en 2016.

En la jornada 36 el club se medía ante el Manchester United en Old Trafford, con la ausencia de Jamie Vardy una vez más. El equipo se encontraba líder con 76 puntos, a 7 del segundo (el Tottenham Hotspur con 69), y con la victoria sellaban el campeonato. Pero no fue así, pues un gol tempranero del delantero rojo Anthony Martial y otro después de Morgan hicieron que el partido terminara en empate.
Tras el empate a dos goles del Chelsea contra el Tottenham. Tras el 0-2 al finalizar los primeros 45 minutos de partido, el equipo de los blues logró remontar el marcador adverso consiguiendo el empate con goles de Gary Cahill en el minuto 58 y con un gol mágico de Eden Hazard marcando el empate en el minuto 83. El lunes 2 de mayo de 2016, el Leicester City se consagró campeón de la Premier League por primera vez en su historia.
El 7 de mayo celebran el título de campeones ante su afición con una victoria por 3-1 contra el Everton, gracias a los goles de Vardy (2) y King. Al principio de temporada, las casas de apuestas pagaban £5000/1 (5640€/1) a que los foxes acabarían llevándose el título a final de temporada.
A raíz del histórico título de liga obtenido la temporada pasada, el Leicester adquirió un boleto para disputar el torneo más importante a nivel de clubes por primera vez en su historia; logrando una gran actuación al alcanzar los cuartos de final. Los foxes fueron sorteados como cabezas de serie al ser campeón inglés en el grupo G junto al FC Porto, FC Copenhague y Club Brujas. En esta fase, el Leicester logró el liderato del grupo con 13 puntos reflejados en 4 triunfos, 1 empate y 1 caída en la última fecha frente al Porto en Portugal por 5-0 al haber presentado un equipo suplente por estar ya clasificados con anticipación. En los octavos de final, el Leicester es emparejado con el Sevilla FC al cual vence por un global de 3-2. Luego de haber perdido en España el partido de ida por 2 goles a 1, Leicester remonta la serie en una noche mágica en el King Power Stadium, pues con los goles de su capitán Wes Morgan y Marc Albrighton lograron vencer por 2-0 al conjunto español, obteniendo un lugar entre los 8 mejores equipos de Europa; el portero Kasper Schmeichel cumplió un papel clave al atajar un penal en ambos partidos de la serie. En los cuartos de final, el Leicester cayó ajustadamente frente al Atlético de Madrid por un global de 2-1, fruto de una derrota por la mínima en España debido a un polémico penal convertido por Antoine Griezmann y un empate 1-1 en el King Power Stadium; finalizando así una memorable campaña del club en su única participación en la Champions League hasta el momento.
Sin embargo, pese a la buena campaña internacional, el Leicester tuvo problemas en la liga, pues pasaron gran parte de los primeros meses de la temporada en la mitad inferior de la tabla. En diciembre de 2016, Ranieri fue galardonado como el entrenador del año y el equipo de Leicester mejor del año en la BBC Sports Personality of the Year. No obstante, el 23 de febrero de 2017, Ranieri fue despedido debido a la mala forma continua del club, lo que resultó en que solo estuvieran un punto por encima de la zona de descenso hasta ese momento. El despido fue recibido con gran disgusto y enojo por parte de los medios, la leyenda del club Gary Lineker calificó el despido de "muy triste" e "inexplicable", mientras que el mánager del Manchester United, José Mourinho, culpó a los "egoístas jugadores". Algunos días más tarde comenzaron a surgir rumores de que los jugadores se habían reunido con los propietarios para discutir el despido de Ranieri sin que este lo supiera, lo que provocó una indignación generalizada en las redes sociales, pero nunca se comprobó. Los rumores se incrementaron a raíz de la buena forma del Leicester posterior al despido del técnico italiano, pues lograron 5 triunfos seguidos, incluida una cómoda victoria por 3-1 ante el Liverpool. Pese a la significativa mejora del equipo bajo las órdenes de Craig Shakespeare, no les alcanzó para culminar la temporada en la mitad superior de la tabla, logrando un 12.º puesto general con apenas 44 puntos.
Shakespeare, después de haber impresionado por su impacto inmediato en el equipo, fue nombrado entrenador a tiempo completo con un contrato de tres años. Sin embargo, después de un mal comienzo de la temporada 2017-18, fue despedido en octubre de 2017 luego de cuatro meses oficialmente a cargo, con Leicester en el puesto 18 en la tabla. Fue reemplazado por el ex entrenador del Southampton FC, el francés Claude Puel, el 25 de octubre de 2017. En Navidad, Leicester estaba en la 8.ª posición en la Premier League luchando por un cupo a la UEFA Europa League; sin embargo, finalmente terminó un lugar más abajo al final de la temporada atrás del Burnley FC y Everton FC luego de una serie de resultados irregulares, finalizando en la 9ª posición con 47 puntos.
Para la temporada 2018-19 el objetivo seguía siendo capturar un cupo para competiciones internacionales (quedar entre los 7 primeros de la tabla). Luego de una sólida primera parte de la temporada, luchando palmo a palmo con los recién ascendidos Wolverhampton por el séptimo lugar y último boleto a Europa League logrando incluso victorias consecutivas ante el Chelsea en Stamford Bridge y los líderes Manchester City en el King Power Stadium, Leicester sufrió un terrible bache debido al juego defensivo poco efectivo de Puel. Debido a esta mala racha de juegos a inicios de 2019, que vio a Leicester sufrir 5 derrotas en casa sucesivas, incluida una goleada por 4-1 ante Crystal Palace, Claude Puel fue despedido el 24 de febrero de 2019 con el club ya en el 12.º lugar. Dos días después, el 26 de febrero de 2019, el ex entrenador del Liverpool y Celtic, Brendan Rodgers, fue designado como su reemplazo, logrando un impacto positivo en el equipo. No obstante, no fue suficiente para alcanzar el cupo a Europa que finalmente logró el Wolverhampton y volvieron a terminar la temporada nuevamente en noveno lugar, esta vez con 52 puntos.
Sin embargo, las cosas comenzaron a mejorar durante la temporada 2019-20, llegando así a volver a ser un equipo competitivo parecido a la gran campaña que tuvieron cuando obtuvieron su primer título, llevando después de duros años a luchar por puestos internacionales. A partir de la tercera fecha comienza a disputar los primeros lugares en la competición, y entre las fechas trece y veintiuno, estuvo en el inesperado segundo puesto, dejando a Manchester City en el tercer puesto, asegurando su oportunidad de participar por segunda ocasión en la próxima temporada en la fase de grupos de la Liga de Campeones 2020-21. Sin embargo, después del parón de la Premier League por causa de la pandemia del COVID-19 a partir de la jornada treinta, el equipo no tuvo su buen ritmo competitivo, perdiendo puntos muy importantes y su tercer puesto en la competición, causando así que en la última fecha perdiera el partido contra Manchester United, quedando en el quinto lugar de la Premier, con opción a participar en la próxima Liga Europa 2020-21 en la fase de grupos. Aun así, se consideró una buena campaña por parte de Leicester, especialmente para Jamie Vardy, quien se quedó con el galardón como el máximo goleador de la temporada con 23 tantos, por delante de Pierre-Emerick Aubameyang con 22 goles.
El 15 de mayo de 2021, después de 4 finales perdidas, consiguió la FA Cup ante el Chelsea por primera vez en su historia con un golazo de Youri Tielemans. Jamie Vardy, Wes Morgan, Marc Albrighton y Kasper Schmeichel ganan su 2.º título después de la Premier conseguida en 2016. Sin embargo, a pesar de estar casi toda la temporada en puestos de Champions League, derrotas en las dos últimas fechas de la Premier League ante Chelsea y Tottenham lo condenaron nuevamente a caer al quinto lugar y, por tanto, a clasificar a la Europa League 2021-22. El 7 de agosto de 2021 logran la Community Shield frente al Manchester City de Pep Guardiola con un gol de penalti del nigeriano Kelechi Iheanacho a pocos minutos del final. El 2 de abril de 2023 se hizo oficial la salida del técnico Brendan Rodgers después de llegar a un mutuo acuerdo con el equipo, estuvo 4 años al frente del equipo Lamentablemente el 28 de mayo de 2023 se confirmó su descenso a EFL Championship, pues a pesar de ganar 2-1 al West Ham United Football Club, la victoria simultánea del Everton los condenó al descenso, rompiendo una racha de 9 años en la Premier League

## Rivales

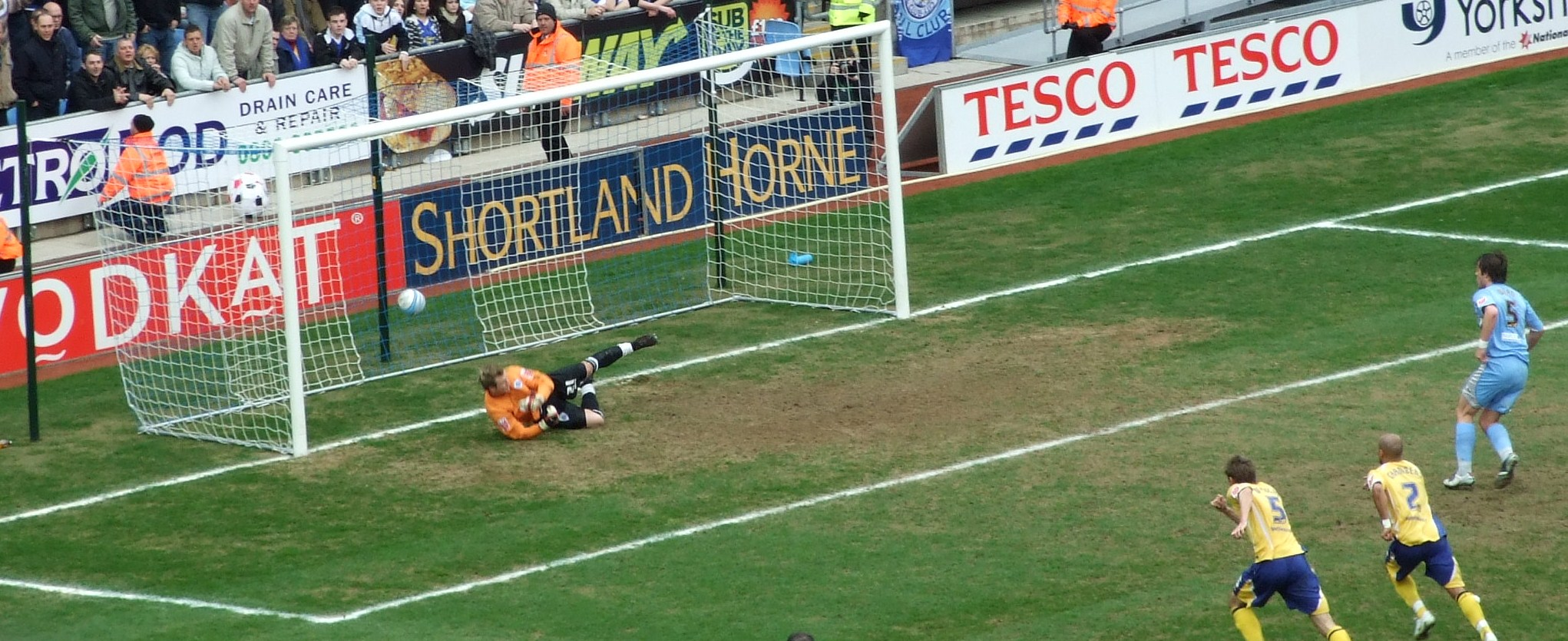
Penalti de Ben Alnwick. Imagen recortada del original en Flickr.

Los aficionados del Leicester consideran al Nottingham Forest como sus principales rivales. Algunas rivalidades secundarias del club son el Derby County, con los que disputa el clásico de East Midlands.
A pesar de estar en las West Midlands, otros rivales del Leicester son el Coventry City, que está tan solo a 24 millas de distancia. El partido entre los dos clubes es conocido como el "Derby M69" tomando su nombre de la autopista que conecta las dos ciudades.

## Símbolos
El emblema del zorro está asociado al club desde 1948; evoca la gran presencia del animal (y la práctica generalizada de su caza) en Leicestershire. En virtud de ello, los jugadores del club reciben el apodo de "zorros". También relacionado con la caza, fue la corneta de posta adoptado como símbolo en 1941; este instrumento ha permanecido desde entonces asociado al club, ya que su sonido se emite cuando el equipo entra en el campo en los partidos como local.
El emblema del club, adoptado desde 1992 y ligeramente modificado en los años siguientes, consiste en un círculo azul y blanco que contiene el hocico de un zorro superpuesto en una potentilla blanca (tomado del escudo de la ciudad de Leicester). El nombre del club está inscrito en la corona circular exterior en letras de molde azules. Con motivo del 125.º aniversario de la fundación del club, en la temporada 2009-2010, se insertó una franja con las palabras 125 años debajo del emblema; se insertó un borde dorado en el emblema actual, el zorro también se recoloreó en dorado y las palabras Football Club se sustituyeron por 1884-2009 en el anillo exterior.
El himno oficial del Leicester City es la canción When You're Smiling, interpretada por Jersey Budd, mientras que el lema oficial es Foxes Never Quit (Los zorros nunca se rinden), colocada en la entrada del túnel cuando los equipos salen al campo.

## Mascota

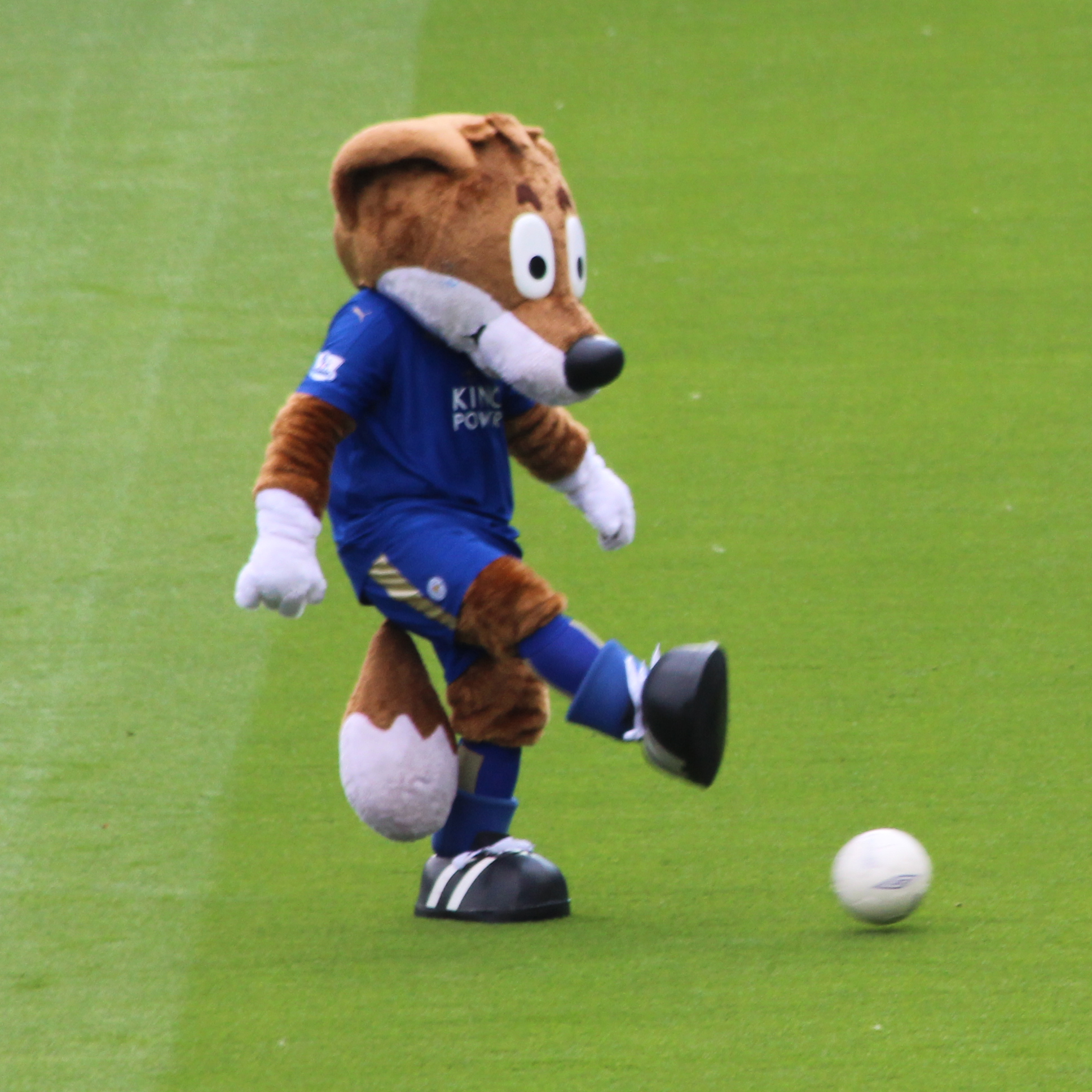
Filbert Fox, mascota del Leicester City.

La mascota del club es un personaje llamado "Filbert Fox", que recibe su nombre de la calle donde se encuentra el King Power Stadium. También hay personajes secundarios "Vickie Vixen" y "Cousin Dennis".

## Uniforme
En sus inicios, el club jugó con distintos diseños en su uniforme, pero no fue hasta 1904 cuando se adoptaron las camisetas azules lisas que se convertirían en tradicionales. Durante la Primera Guerra Mundial, usaban camisas a rayas verticales en colores como el azul y el blanco. Estos primeros uniformes reflejaban los colores del club en sus primeras temporadas. En la década de 1920, el equipo adoptó el color azul como el principal para sus camisetas. Los uniformes solían ser simples, con camisetas de un solo color (azul) y pantalones blancos. Se añadian detalles como rayas y patrones más complejos. Las camisetas a menudo presentaban detalles en blanco o dorado, especialmente durante los años 60 y 70.
En las décadas de 1990 y 2000, los uniformes empezaron a experimentar con una mayor variedad de estilos. Los kits incluían más patrones y diseños modernos, como franjas o detalles en contraste. También se introdujeron patrocinadores en las camisetas, lo que se convirtió en una norma en el fútbol profesional. Tras la histórica temporada 2015-2016, los uniformes del Leicester City han continuado evolucionando, pero siempre con el azul como color predominante. Los detalles dorados y el logo del patrocinador (como King Power) han sido elementos comunes. Las versiones más recientes han incorporado diseños modernos y tecnologías avanzadas para la comodidad de los jugadores.
- Uniforme titular: Camiseta azul, pantalón azul y medias azules.
- Uniforme alternativo: Camiseta rosada, pantalón negro y medias rosadas.
- Tercer uniforme: Camiseta negra, pantalón negro y medias negras.

### Evolución del uniforme
| 2012-2013 | 2013-2014 | 2014-2015 | 2015-2016 | 2016-2017 | 2017-2018 |
| 2018-2019 | 2019-2020 | 2020-2021 | 2021-2022 | 2022-2023 | 2023-2024 |

### Patrocinio
| Período   | Proveedor      | Patrocinador         |
| --------- | -------------- | -------------------- |
| 1976-79   | Admiral        | N/A                  |
| 1979-83   | Umbro          | N/A                  |
| 1983-86   | Admiral        | Ind Cope             |
| 1986-87   | Admiral        | John Bull            |
| 1987-88   | Admiral        | Walkers              |
| 1988-90   | Scoreline      | Walkers              |
| 1990-92   | Bukta          | Walkers              |
| 1992-00   | Fox Leisure    | Walkers              |
| 2000-01   | Le Coq Sportif | Walkers              |
| 2001-03   | Le Coq Sportif | LG                   |
| 2003-05   | Le Coq Sportif | Alliance & Leicester |
| 2005-07   | JJB Sports     | Alliance & Leicester |
| 2007-09   | Jako           | Topps Tiles          |
| 2009-10   | Joma           | LOROS Hospice Care   |
| 2010-12   | Burrda         | King Power           |
| 2012-18   | Puma           | King Power           |
| 2018-20   | Adidas         | King Power           |
| 2020-21   | Adidas         | TAT                  |
| 2021-2022 | Adidas         | FBS                  |
| 2023-2024 | Adidas         | King Power           |
| 2024-act. | Adidas         | BC.GAME              |

## Estadio

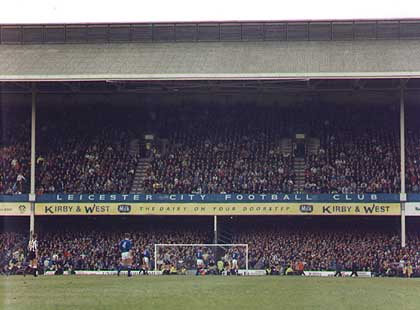
Fondo sur del Filbert Street, conocido como Double Decker o Spinion Kop.

En sus primeros años, el Leicester jugó en numerosos campos, pero desde que se incorporó a la English Football League sólo ha jugado en dos. Al principio, jugaban en un campo junto a Fosse Road, de ahí el nombre original de Leicester Fosse. De ahí se trasladó a Victoria Park y, posteriormente, a Belgrave Road. Al convertirse en profesional, el club se trasladó a Mill Lane. Tras el desalojo de Mill Lane, el club jugó en el campo de cricket del condado mientras buscaba un nuevo terreno. El club consiguió el uso de una zona del terreno junto a Filbert Street, y se trasladó allí en 1891.
En la época eduardiana se llevaron a cabo algunas mejoras por parte del famoso arquitecto de fútbol Archibald Leitch, y en 1927 se construyó una nueva tribuna de dos pisos, llamada Double Decker, nombre que mantendría hasta el cierre del estadio en 2002. El estadio no se volvió a modificar, aparte de la adición de asientos obligatorios, hasta 1993, cuando se iniciaron las obras de la nueva Carling Stand. La tribuna fue impresionante, mientras que el resto del terreno permaneció intacto desde al menos la década de 1920; esto llevó al entrenador Martin O'Neill a decir que solía "dirigir a los nuevos fichajes al revés" para que sólo vieran la Carling Stand.

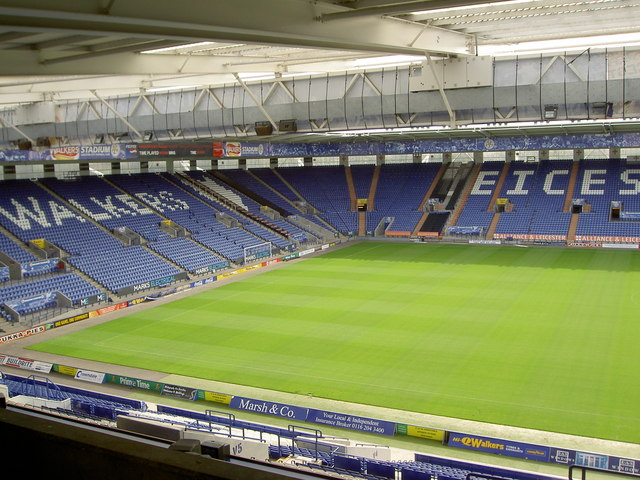
King Power Stadium, estadio del equipo desde 2002.

Leicester City Stadium es un estadio de fútbol donde se celebran partidos del equipo local Leicester City Football Club. Fue inaugurado en julio de 2002, con una capacidad de 32 262 espectadores (Todos sentados), convirtiéndose en el decimonoveno estadio con mayor capacidad de Inglaterra. El estadio lleva el nombre de King Power, una empresa que es propiedad del dueño del club, Aiyawatt Srivaddhanaprabha. Anteriormente, fue conocido como «Estadio Walkers», a raíz de un acuerdo de patrocinio con Walkers Crisps.
El primer partido disputado en el Walkers fue un empate amistoso contra el Athletic Club (1-1). El primer partido por competición fue una victoria por 2-0 contra el Watford. Desde entonces, el estadio ha albergado un partido internacional de Inglaterra contra Serbia y Montenegro, que terminó 2-1 a favor de Inglaterra, así como partidos internacionales entre Brasil y Jamaica, y Jamaica y Ghana. El estadio ha sido utilizado para albergar las semifinales de la Copa de Campeones Europeos de Rugby para el club de rugby Leicester Tigers, que a su vez tiene su sede a una milla del King Power Stadium.
El 19 de agosto de 2010, se supo que los nuevos propietarios King Power querían rebautizar el estadio con el nombre de King Power Stadium, y tenían planes para aumentar la capacidad a 42.000 personas si el Leicester conseguía el ascenso. El 5 de julio de 2011, el Leicester City confirmó que el Walkers Stadium pasaría a llamarse King Power Stadium. En 2020, el club se trasladó a un nuevo complejo de entrenamiento de última generación en el pueblo de Leicestershire de Seagrave, descrito como "algunas de las mejores instalaciones del mundo." El antiguo campo de entrenamiento del club, Belvoir Drive, sirve ahora como campo de entrenamiento del Leicester City W.F.C.
El King Power Stadium ha rendido homenaje a destacados exjugadores del club, poniendo a sus asientos o salones los nombres de Gordon Banks, Adam Black, Arthur Chandler, Gary Lineker, Arthur Rowley, Sep Smith, Keith Weller y el del ex-entrenador Jimmy Bloomfield.

## Organigrama deportivo
| Goleadores                      | Goleadores        | Goleadores | Presencias | Presencias        | Presencias   |
| ------------------------------- | ----------------- | ---------- | ---------- | ----------------- | ------------ |
| 1.                              | Arthur Chandler   | 273 goles  | 1.         | Graham Cross      | 600 partidos |
| 2.                              | Arthur Rowley     | 265 goles  | 2.         | Adam Black        | 557 partidos |
| 3.                              | Jamie Vardy       | 200 goles  | 3.         | Jamie Vardy       | 500 partidos |
| 4.                              | Ernie Hine        | 156 goles  | 4.         | Kasper Schmeichel | 479 partidos |
| 5.                              | Derek Hines       | 117 goles  | 5.         | Mark Wallington   | 460 partidos |
| 6.                              | Arthur Lochhead   | 114 goles  | 6.         | Hugh Adcock       | 460 partidos |
| 7.                              | Gary Lineker      | 103 goles  | 7.         | Steve Walsh       | 449 partidos |
| 8.                              | Mike Stringfellow | 97 goles   | 8.         | John Sjoberg      | 414 partidos |
| 9.                              | Johnny Duncan     | 95 goles   | 9.         | Mal Griffiths     | 409 partidos |
| 10.                             | Jimmy Walsh       | 91 goles   | 10.        | Steve Whitworth   | 401 partidos |
| En negrita jugadores en activo. |                   |            |            |                   |              |

## Jugadores

### Plantilla 2025-26
- Según normativa UEFA, cada club solo puede tener en plantilla un máximo de tres jugadores extracomunitarios, que ocupen plaza de extranjero, mientras que un canterano debe permanecer al menos tres años en edad formativa en el club (15-21 años) para ser considerado como tal.[83]

### Altas 2025-26
| Jugador       | Posición | Procedencia      | Tipo  | Costo |
| ------------- | -------- | ---------------- | ----- | ----- |
| Asmir Begović | Portero  | Everton A. F. C. | Libre | –     |

### Bajas 2025-26
| Jugador            | Posición       | Destino                      | Tipo            | Cobro        |
| ------------------ | -------------- | ---------------------------- | --------------- | ------------ |
| Mads Hermansen     | Portero        | West Ham United F. C.        | Traspaso        | 20.800.000 € |
| Wilfred Ndidi      | Centrocampista | Beşiktaş J. K.               | Traspaso        | 8.000.000 €  |
| Conor Coady        | Defensa        | Wrexham A. F. C.             | Traspaso        | 2.300.000 €  |
| Danny Ward         | Portero        | Wrexham A. F. C.             | Fin de contrato | –            |
| Daniel Iversen     | Portero        | Preston North End F. C.      | Fin de contrato | –            |
| Jamie Vardy        | Delantero      | Bandera de ?                 | Fin de contrato | –            |
| Facundo Buonanotte | Centrocampista | Brighton & Hove Albion F. C. | Fin de cesión   | –            |
| Odsonne Edouard    | Delantero      | Crystal Palace F. C.         | Fin de cesión   | –            |

## Entrenadores
| Nombre                      | Nacionalidad              | Desde           | Hasta              |
| --------------------------- | ------------------------- | --------------- | ------------------ |
| Norman Bullock              | Inglaterra                | diciembre 1949  | febrero 1955       |
| Dave Halliday               | Escocia                   | junio 1955      | noviembre 1958     |
| Matt Gillies                | Escocia                   | noviembre 1958  | noviembre 1968     |
| Frank O'Farrell             | Irlanda                   | diciembre 1968  | junio 1971         |
| Jimmy Bloomfield            | Inglaterra                | junio 1971      | mayo 1977          |
| Frank McLintock             | Escocia                   | junio 1977      | abril 1978         |
| Ian MacFarlane              | Escocia                   | abril 1978      | mayo 1978          |
| Jock Wallace                | Escocia                   | mayo 1978       | julio 1982         |
| Gordon Milne                | Inglaterra                | agosto 1982     | mayo 1987          |
| Bryan Hamilton              | Irlanda del Norte         | mayo 1987       | diciembre 1987     |
| David Pleat                 | Inglaterra                | diciembre 1987  | enero 1991         |
| Gordon Lee                  | Inglaterra                | enero 1991      | mayo 1991          |
| Brian Little                | Inglaterra                | mayo 1991       | noviembre 1994     |
| Mark McGhee                 | Escocia                   | diciembre 1994  | diciembre 1995     |
| Martin O'Neill              | Irlanda del Norte         | diciembre 1995  | junio 2000         |
| Peter Taylor                | Inglaterra                | junio 2000      | septiembre 2001    |
| Dave Bassett                | Inglaterra                | octubre 2001    | abril 2002         |
| Micky Adams                 | Inglaterra                | abril 2002      | octubre 2004       |
| Dave Bassett                | Inglaterra                | octubre 2004    | octubre 2004       |
| Craig Levein                | Escocia                   | noviembre 2004  | enero 2006         |
| Rob Kelly                   | Inglaterra                | febrero 2006    | abril 2007         |
| Nigel Worthington           | Irlanda del Norte         | abril 2007      | mayo 2007          |
| Martin Allen                | Inglaterra                | mayo 2007       | agosto 2007        |
| Gary Megson                 | Inglaterra                | septiembre 2007 | octubre 2007       |
| Frank Burrows Gerry Taggart | Escocia Irlanda del Norte | octubre 2007    | noviembre 2007     |
| Ian Holloway                | Inglaterra                | noviembre 2007  | 23 de mayo de 2008 |
| Nigel Pearson               | Inglaterra                | junio 2008      | junio 2010         |
| Paulo Sousa                 | Portugal                  | julio 2010      | octubre 2010       |
| Chris Powell                | Inglaterra                | octubre 2010    | octubre 2010       |
| Sven-Göran Eriksson         | Suecia                    | octubre 2010    | octubre 2011       |
| Nigel Pearson               | Inglaterra                | noviembre 2011  | junio 2015         |
| Claudio Ranieri             | Italia                    | julio 2015      | febrero 2017       |
| Craig Shakespeare           | Inglaterra                | febrero 2017    | octubre 2017       |
| Claude Puel                 | Francia                   | octubre 2017    | febrero 2019       |
| Brendan Rodgers             | Irlanda del Norte         | febrero 2019    | abril 2023         |
| Dean Smith                  | Inglaterra                | abril 2023      | junio 2023         |
| Enzo Maresca                | Italia                    | junio 2023      | junio 2024         |
| Steve Cooper                | Gales                     | junio 2024      | noviembre 2024     |
| Ruud van Nistelrooy         | Países Bajos              | diciembre 2024  | junio 2025         |
| Martí Cifuentes             | España                    | julio de 2025   |                    |

## Personal del club
| Directivos y miembros de la junta directiva | Directivos y miembros de la junta directiva |
| Puesto                                      | Nombre                                      |
| ------------------------------------------- | ------------------------------------------- |
| Presidente                                  | Aiyawatt Srivaddhanaprabha                  |
| Vicepresidente                              | Apichet Srivaddhanaprabha                   |
| Ejecutivo en jefe                           | Susan Whelan                                |
| Director de fútbol                          | Jon Rudkin                                  |
| Director de operaciones de fútbol           | Andrew Neville                              |
| Director financiero                         | Simon Capper                                |
| Director de operaciones                     | Anthony Mundy                               |

| Ciencia deportiva                         | Ciencia deportiva |
| Puesto                                    | Nombre            |
| ----------------------------------------- | ----------------- |
| Jefe de rendimiento                       | Paul Balsom       |
| Jefe de análisis de rendimiento           | Andy Blake        |
| Análisis de rendimiento del primer equipo | Peter Clarke      |
| Científico deportivo                      | Matt Reeves       |
| Psicologístico deportivo                  | Ken Way           |
| Jefe de reclutamiento                     | Rob MacKenzie     |
| Mentor de fuerza y resistencia            | Alex Martin       |
| Entrenador de fuerza y resistencia        | Mitchell Willis   |
| Nutricionista                             | Dan Kings         |
| Interno de ciencias del deporte           | Pete Burridge     |
| Interno de ciencias del deporte           | Tom Thorp         |
| Interno de ciencias del deporte           | Tom Joel          |
| Interno de reclutamiento técnico          | Ben Wrigglesworth |

- Fuente:[84][85]

## Palmarés

### Torneos nacionales (7)
| Competiciones nacionales | Títulos                                                                | Subcampeonatos                      |
| ------------------------ | ---------------------------------------------------------------------- | ----------------------------------- |
| Primera División (1/1)   | 2015-16.                                                               | 1928-29.                            |
| FA Cup (1/4)             | 2020-21.                                                               | 1948-49, 1960-61, 1962-63, 1968-69. |
| Copa de la Liga (3/2)    | 1963-64, 1996-97, 1999-00.                                             | 1964-65, 1998-99.                   |
| Community Shield (2/1)   | 1971, 2021.                                                            | 2016.                               |
|                          |                                                                        |                                     |
| Segunda División (8/2)   | 1924-25, 1936-37, 1953-54, 1956-57, 1970-71, 1979-80, 2013-14, 2023-24 | 1907-08, 2002-03.                   |
| Tercera División (1/0)   | 2008-09.                                                               |                                     |

### Palmarés total
| Leicester City F.C.                                                           | 1 | 1 | 3 | 2 | - | - | - | - | - | 7 |
| Datos actualizados a la consecución del último título el 7 de agosto de 2021. |   |   |   |   |   |   |   |   |   |   |

## Participaciones en competiciones de la UEFA
| Temporada | Torneo                             | Ronda            | Club               | Ida | Vuelta | Global   |
| --------- | ---------------------------------- | ---------------- | ------------------ | --- | ------ | -------- |
| 1961–62   | Recopa de Europa                   | Ronda previa     | Glenavon           | 1-4 | 3-1    | 2-7      |
| 1961–62   | Recopa de Europa                   | 1/8 final        | Atlético de Madrid | 1-1 | 2-0    | 1-3      |
| 1997-98   | Copa de la UEFA                    | Primera Ronda    | Atlético de Madrid | 2-1 | 0-2    | 4-1      |
| 2000-01   | Copa de la UEFA                    | Primera Ronda    | Estrella Roja      | 1-1 | 3-1    | 2-4      |
| 2016-17   | Liga de Campeones                  | Grupo G          | Brujas             | 0-3 | 2-1    | 1º Lugar |
| 2016-17   | Liga de Campeones                  | Grupo G          | Porto              | 1-0 | 0–5    | 1º Lugar |
| 2016-17   | Liga de Campeones                  | Grupo G          | Copenhague         | 1-0 | 0-0    | 1º Lugar |
| 2016-17   | Liga de Campeones                  | 1/8 final        | Sevilla            | 2-1 | 2-0    | 2-3      |
| 2016-17   | Liga de Campeones                  | 1/4 final        | Atlético de Madrid | 1-0 | 1-1    | 2-1      |
| 2020-21   | Liga Europa de la UEFA             | Grupo G          | Zarya Lugansk      | 3-0 | 1-0    | 1º Lugar |
| 2020-21   | Liga Europa de la UEFA             | Grupo G          | AEK Atenas         | 1-2 | 2-0    | 1º Lugar |
| 2020-21   | Liga Europa de la UEFA             | Grupo G          | Sporting Braga     | 4-0 | 3-3    | 1º Lugar |
| 2020-21   | Liga Europa de la UEFA             | 1/16 final       | Slavia Praga       | 0-0 | 0-2    | 0-2      |
| 2021-22   | Liga Europa de la UEFA             | Grupo C          | Napoli             | 2-2 | 3-2    | 3º Lugar |
| 2021-22   | Liga Europa de la UEFA             | Grupo C          | Legia Varsovia     | 1-0 | 3-1    | 3º Lugar |
| 2021-22   | Liga Europa de la UEFA             | Grupo C          | Spartak de Moscu   | 3-4 | 1-1    | 3º Lugar |
| 2021-22   | Liga Europa Conferencia de la UEFA | Ronda preliminar | Randers            | 4-1 | 1-3    | 7-2      |
| 2021-22   | Liga Europa Conferencia de la UEFA | 1/8 final        | Rennes             | 2-0 | 1-2    | 3-2      |
| 2021-22   | Liga Europa Conferencia de la UEFA | 1/4 final        | PSV Eindhoven      | 0-0 | 2-1    | 2-1      |
| 2021-22   | Liga Europa Conferencia de la UEFA | Semifinal        | AS Roma            | 1-1 | 0-1    | 1-2      |